# 湘江评论

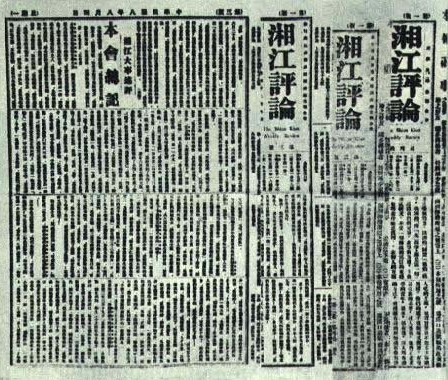
湘江评论

《湘江评论》是五四运动时期闻名中国的湖南学生联合会的周报，由新民学会创办，以“宣传最新思潮为主旨”。毛泽东作为湖南学生联合会文牍股干事，被一致推举担任《湘江评论》主编，实际上还是主要撰稿人。

## 历史
1919年7月14日在湖南长沙创刊号问世。创刊号首印两千份，马上就卖完了，再印两千份，仍不能满足需要。7月21日出版的第2期开印五千份，附有“临时增刊”第一号。第三号于7月28日出版。第四号于8月4日出版。毛泽东在湖南第一师范学校第八班的同班同学、著名的教育家周世釗后来回忆，当时《湘江评论》每一期的绝大多数文章都是毛泽东自己写的，“刊物要出版的前几天，预约的稿子常不能收齐，只好自己动笔赶写。他日间事情既多，来找他谈问题的人也是此去彼来，写稿常在夜晚。他不避暑气的熏蒸，不顾蚊子的叮扰，挥汗疾书，夜半还不得休息……文章写好了，他又要自己编辑，自己排版，自己校对，有时还自己到街上去叫卖。”
8月中旬，《湘江评论》第5期小样刚刚打出未及发行，湖南督军兼省长张敬尧查封，理由是宣传“过激主义”。《湘江评论》共出版发行四号正刊和一号临时增刊。每期为四开一张。同时湖南学联也遭强行解散。
《湘江评论》全部采用白话文写作，每刊约12000字。设有《东方大事述评》《西方大事述评》《湘江大事述评》《世界杂评》《湘江杂评》《放言》《新文艺》等栏目。毛泽东在该报发表有41篇文章，超过总稿件数量的40%。重要文章有《〈湘江评论〉创刊宣言》、《民众的大联合》（连载于二、三、四号）等。
《湘江评论》寄到北京后，受到李大钊、胡适等人的高度重视。胡适认为《湘江评论》的长处是在议论的一方面，《湘江评论》第二、三、四期的《民众的大联合》一篇大文章，眼光很远大，议论也很痛快，确是现今的重要文字。当时北京、上海、成都等一些报刊都全文转载或摘要转载了《民众的大联合》。李大钊看到寄到北京的《湘江评论》后，称赞《湘江评论》是全国最有分量、见解最深的报刊之一。萧劲光、郭亮、向警予、任弼时都是受到《湘江评论》的影响开始了革命觉悟启蒙。北京的《每周评论》专门予以介绍：《湘江评论》的长处是在议论的一方面，以及“武人统治之下，能产出我们这样的一个好兄弟，真是我们意外的欢喜。”
文化大革命时期，湖南省无联办的《湘江评论》、湖北北决扬的《扬子江评论》，其取名都显有模仿《湘江评论》之意。

## 纪念
- 《湘江评论》编辑部旧址：马王街28号长沙修业学校
- 《湘江评论》印刷处旧址：解放路街道化龙池社区白果园33号